# 클레어 스캔런
클레어 엘리자베스 스캔런(영어: Claire Elizabeth Scanlon, 1971년~)은 미국의 편집자이자 텔레비전 감독, 영화 감독이다. 《오피스》와 《어프렌티스》에서 편집 작업을 맡아 네 차례 프라임타임 에미상에 후보에 올랐으며, 한 차례 수상의 영예를 안았다. 2014년에는 《오피스》를 통해 에디상을 수상했으며, 2016년에는 《전설의 세션 밴드 뢰킹 크루》를 통해 같은 상에 후보로 올랐다. 이외에도 《언브레이커블 키미 슈미트》, 《굿 플레이스》, 《프레시 오프 더 보트》, 《글로우: 레슬링 여인 천하》, 《브루클린 나인-나인》 등에서 연출을 맡았다. 스캔런은 넷플릭스 영화 《상사에 대처하는 로맨틱한 자세》를 통해 영화 감독으로도 데뷔했다. 이어 넷플릭스의 인터랙티브 영화인 《언브레이커블 키미 슈미트: 키미 대 교주》의 감독을 맡았다. 또한 퀴비의 코미디 미스터리 시리즈인 《메이플워스 머더스》의 연출도 담당했다.